# Agatha Christie's Great Detectives Poirot and Marple
Agatha Christie's Great Detectives Poirot and Marple (アガサ·クリスティーの名探偵ポワロとマープル Agasa Kurisutī no Meitantei Powaro to Māpuru) est une série d'anime japonaise en 39 épisodes de 25 minutes diffusée entre le 4 juillet 2004 et le 15 mai 2005 sur NHK. Elle est inédite dans les pays francophones.
La série réunit de manière fantaisiste les deux personnages emblématiques d'Agatha Christie : Hercule Poirot et Miss Marple.

## Synopsis
Dans les années 1930, en Angleterre, Mabel West, assistante du célèbre détective belge Hercule Poirot, participe à de nombreuses enquêtes. Mais elle doit aussi rendre régulièrement visite à sa grand-tante Miss Marple, qui passe son temps à résoudre des mystères.

## Fiche technique
- Titre anglais : Agatha Christie's Great Detectives Poirot and Marple
- Titre original japonais : アガサ·クリスティーの名探偵ポワロとマープル Agasa Kurisutī no Meitantei Powaro to Māpuru
- Réalisation : Naohito Takahashi
- Musique : Toshiyuki Watanabe
- Durée : 39 × 25 minutes
- Dates de diffusion :
  -  Japon : 4 juillet 2004

## Distribution
- Fumiko Orikasa : Mabel West
- Kōtarō Satomi : Hercule Poirot
- Hirofumi Nojima : Capitaine Arthur Hastings
- Masako Joh : Oliver, le canard
- Yūsaku Yara : Inspecteur Sharpe
- Atsuko Tanaka : Miss Lemon
- Kaoru Yachigusa : Miss Marple

## Épisodes
La série animée est composée de 39 épisodes. Les nouvelles sont adaptées en un ou deux épisodes et les romans en trois ou quatre.
Les titres dans la liste suivante sont en anglais et en japonais, la série n'ayant jamais été diffusée en français.
| No | Titre français                                                                                | Titre japonais                                      | Titre japonais                                                      | Date de 1re diffusion |
| No | Titre français                                                                                | Kanji                                               | Rōmaji                                                              | Date de 1re diffusion |
| --- | --------------------------------------------------------------------------------------------- | --------------------------------------------------- | ------------------------------------------------------------------- | --------------------- |
| 1 | The Jewel Robbery at the Grand Metropolitan                                                   | グランド·メトロポリタンの宝石盗難事件               | Gurando-Metoroporitan no Hōseki Tōnan Jiken                         | 4 juillet 2004        |
| Adapté de la nouvelle Vol de bijoux à l'Hôtel Métropole (The Jewel Robbery at the Grand Metropolitan) (1923) |                                                                                               |                                                     |                                                                     |                       |
| 2 | The Adventure of the Cheap Flat                                                               | 安マンションの謎                                    | Yasu Manshon no Nazo                                                | 18 juillet 2004       |
| Adapté de la nouvelle L'Aventure de l'appartement bon marché (The Adventure of the Cheap Flat) (1923)        |                                                                                               |                                                     |                                                                     |                       |
| 3 | The Strange Will                                                                              | 風変わりな遺言                                      | Fūgawari na Yuigon                                                  | 25 juillet 2004       |
| Adapté de la nouvelle La Mort pour rire (Strange Jest) (1941)                                                |                                                                                               |                                                     |                                                                     |                       |
| 4 | The Faultless Maid                                                                            | 申し分のないメイド                                  | Mōshibun no nai Meido                                               | 1er août 2004         |
| Adapté de la nouvelle Une perle (The Case of the Perfect Maid) (1942)                                        |                                                                                               |                                                     |                                                                     |                       |
| 5 | The ABC Murders, Part 1: A Written Challenge to Poirot                                        | ABC殺人事件,(その1)ポワロへの挑戦状                 | Ēbīshī Satsujin Jiken (sono ichi) Powaro e no Chōsenjō              | 8 août 2004           |
| 6 | The ABC Murders, Part 2: B's the Place, B's the Name of the Person                            | ABC殺人事件,(その2)Bの街で、Bの名の人が             | Ēbīshī Satsujin Jiken (sono ni) Bī no Machi de, Bī no Na no Hito ga | 15 août 2004          |
| 7 | The ABC Murders, Part 3: The Culprit Appears                                                  | ABC殺人事件,(その3)犯人あらわる                     | Ēbīshī Satsujin Jiken (sono san) Hannin Arawaru                     | 22 août 2004          |
| 8 | The ABC Murders, Part 4: Poirot Solves the Mystery                                            | ABC殺人事件,(その4)ポワロ、謎を解く                 | Ēbīshī Satsujin Jiken (sono yon) Powaro, Nazo o Toku                | 29 août 2004          |
| Adaptés du roman A.B.C. contre Poirot (The A.B.C. Murders) (1936)                                            |                                                                                               |                                                     |                                                                     |                       |
| 9 | The Prime Minister's Disappearance, Part 1: Pursuit in the Dover Strait                       | 総理大臣の失踪,(前編)ドーバー海峡の追跡             | Sōridaijin no Shissō (zenpen) Dōbā-kaikyō no Tsuiseki               | 5 septembre 2004      |
| 10 | The Prime Minister's Disappearance, Part 2: The Truth is in England                           | 総理大臣の失踪,(後編)真実はイギリスに               | Sōridaijin no Shissō (kōhen) Shinjitsu wa Igirisu ni                | 12 septembre 2004     |
| Adaptés de la nouvelle L'Enlèvement du Premier ministre (The Kidnapped Prime Minister) (1923)                |                                                                                               |                                                     |                                                                     |                       |
| 11 | The Riddle of the Egyptian Tomb, Part 1: A Written Challenge from Ancient Times               | エジプト墳墓の謎,(前編)古代からの挑戦状             | Ejiputo-funbo no Nazo (zenpen) Kodai kara no Chōsenjō               | 19 septembre 2004     |
| 12 | The Riddle of the Egyptian Tomb, Part 2: The Curse of Pharaoh Men-her-Ra                      | エジプト墳墓の謎,(後編)メンハーラ王の呪い           | Ejiputo-funbo no Nazo (kōhen) Menhāra-Ō no Noroi                    | 26 septembre 2004     |
| Adaptés de la nouvelle L'Aventure du tombeau égyptien (The Adventure of the Egyptian Tomb) (1923)            |                                                                                               |                                                     |                                                                     |                       |
| 13 | Tape-Measure Murder                                                                           | 巻尺殺人事件                                        | Makijaku Satsujin Jiken                                             | 3 octobre 2004        |
| Adapté de la nouvelle Meurtre sur mesure (The Tape-Measure Murder) (1941)                                    |                                                                                               |                                                     |                                                                     |                       |
| 14 | The Riddle of the Egyptian Tomb, Part 2: The Curse of Pharaoh Men-her-Ra                      | エジプト墳墓の謎,(後編)メンハーラ王の呪い           | Ejiputo-funbo no Nazo (kōhen) Menhāra-Ō no Noroi                    | 26 septembre 2004     |
| Adapté de la nouvelle L'Aventure du tombeau égyptien (The Adventure of the Egyptian Tomb) (1923)             |                                                                                               |                                                     |                                                                     |                       |
| 15 | The Blue Geranium                                                                             | 青いゼラニウム                                      | Aoi Zeraniumu                                                       | 17 octobre 2004       |
| Adapté de la nouvelle Le Géranium bleu (The Blue Geranium) (1929)                                            |                                                                                               |                                                     |                                                                     |                       |
| 16 | The Mystery of End House, Part 1: The Night of the Party                                      | エンド·ハウス怪事件,(その1)パーティーの夜に         | Endo Hausu Kai Jiken (sono ichi) Pātī no Yoru ni                    | 14 novembre 2004      |
| 17 | The Mystery of End House, Part 2: Concealed Love                                              | エンド·ハウス怪事件,(その2)秘められた恋             | Endo Hausu Kai Jiken (sono ni) Himerareta Koi                       | 21 novembre 2004      |
| 18 | The Mystery of End House, Part 3: Perfect Evidence                                            | エンド·ハウス怪事件,(その3)完璧な証拠               | Endo Hausu Kai Jiken (sono san) Kanpeki na Shōko                    | 28 novembre 2004      |
| Adaptés du roman La Maison du péril (Peril at End House) (1932)                                              |                                                                                               |                                                     |                                                                     |                       |
| 19 | The Adventure of the Christmas Pudding, Part 1: The Request from the Prince                   | クリスマスプディングの冒険,(前編)プリンスからの依頼 | Kurisumasu Pudingu no Bōken (zenpen) Purinsu kara no Irai           | 5 décembre 2004       |
| 20 | The Adventure of the Christmas Pudding, Part 2: The Ruby passed down through the Royal Family | クリスマスプディングの冒険,(後編)王家に伝わるルビー | Kurisumasu Pudingu no Bōken (kōhen) Ōke ni Tsutawaru Rubī           | 12 décembre 2004      |
| Adaptés de la nouvelle Christmas Pudding (The Adventure of the Christmas Pudding) (1960)                     |                                                                                               |                                                     |                                                                     |                       |
| 21 | 4:50 from Paddington, Part 1: The Train Rode By the Killer                                    | パディントン発4時50分,(その1)殺人者の乗る列車       | Padinton Hatsu Yonjigojūbun (sono ichi) Satsujinsha no Noru Ressha  | 9 janvier 2005        |
| 22 | 4:50 from Paddington, Part 2: The Creeping Shadow                                             | パディントン発4時50分,(その2)忍び寄る影             | Padinton Hatsu Yonjigojūbun (sono ni) Shinobiyoru Kage              | 16 janvier 2005       |
| 23 | 4:50 from Paddington, Part 3: A Simple Motive                                                 | パディントン発4時50分,(その3)シンプルな動機         | Padinton Hatsu Yonjigojūbun (sono san) Shinpuru na Dōki             | 23 janvier 2005       |
| 24 | 4:50 from Paddington, Part 4: Marple vs. the Culprit                                          | パディントン発4時50分,(その4)マープル対犯人         | Padinton Hatsu Yonjigojūbun (sono yon) Māpuru tai Hannin            | 30 janvier 2005       |
| Adaptés du roman Le Train de 16 h 50 (4:50 from Paddington) (1957)                                           |                                                                                               |                                                     |                                                                     |                       |
| 25 | The Plymouth Express, Part 1: The Corpse in the Drawing Room                                  | プリマス行き急行列車,(前編)客室内の死体             | Purimasu-yuki Kyūkō-ressha (zenpen) Kyakushitsunai no Shitai        | 6 février 2005        |
| 26 | The Plymouth Express, Part 2: The Blue Dress                                                  | プリマス行き急行列車,(後編)ブルーのワンピース       | Purimasu yuki Kyūkō-ressha (kōhen) Burū no Wanpīsu                  | 13 février 2005       |
| Adaptés de la nouvelle L'Express de Plymouth (The Plymouth Express) (1923)                                   |                                                                                               |                                                     |                                                                     |                       |
| 27 | Motive versus Opportunity                                                                     | 動機と機会                                          | Dōki to Kikai                                                       | 20 février 2005       |
| Adapté de la nouvelle Motif contre occasion (Motive vs Opportunity) (1928)                                   |                                                                                               |                                                     |                                                                     |                       |
| 28 | The Disappearing Cook, Part 1: An Aggressive Request                                          | 消えた料理人,(前編)強引な依頼                       | Kieta Ryōrinin (zenpen) Gōin na Irai                                | 27 février 2005       |
| 29 | The Disappearing Cook, Part 2: The Secret of the Trunk                                        | 消えた料理人,(後編)トランクの秘密                   | Kieta Ryōrinin (kōhen) Toranku no Himitsu                           | 6 mars 2005           |
| Adaptés de la nouvelle L'Aventure de la cuisinière de Clapham (The Adventure of the Clapham Cook) (1923)     |                                                                                               |                                                     |                                                                     |                       |
| 30 | Sleeping Murder, Part 1: Sleeping Murder                                                      | スリーピング·マーダー,(その1)眠れる殺人事件         | Surīpingu Mādā (sono ichi) Nemureru Satsujin Jiken                  | 13 mars 2005          |
| 31 | Sleeping Murder, Part 2: The Door of Memory                                                   | スリーピング·マーダー,(その2)記憶の扉               | Surīpingu Mādā (sono ni) Kioku no Tobira                            | 20 mars 2005          |
| 32 | Sleeping Murder, Part 3: Helen's Love                                                         | スリーピング·マーダー,(その3)ヘレンの恋             | Surīpingu Mādā (sono san) Heren no Koi                              | 27 mars 2005          |
| 33 | Sleeping Murder, Part 4: The Evil Influence Nears                                             | スリーピング·マーダー,(その4)迫り来る魔の手         | Surīpingu Mādā (sono yon) Semarikuru Ma no Te                       | 3 avril 2005          |
| Adaptés du roman La Dernière Énigme (Sleeping Murder: Miss Marple's Last Case) (1976)                        |                                                                                               |                                                     |                                                                     |                       |
| 34 | Twenty-Four Japanese Thrushes                                                                 | 二十四羽の黒つぐみ                                  | Nijūyon-wa no Kuro-Tsugumi                                          | 10 avril 2005         |
| Adapté de la nouvelle Le Mort avait les dents blanches (Four and Twenty Blackbirds) (1940)                   |                                                                                               |                                                     |                                                                     |                       |
| 35 | The Case of Davenheim's Disappearance                                                         | ダブンハイム失踪事件                                | Dabunhaimu Shissō Jiken                                             | 17 avril 2005         |
| Adapté de la nouvelle La Disparition de M. Davenheim (The Disappearance of Mr Davenheim) (1923)              |                                                                                               |                                                     |                                                                     |                       |
| 36 | Death in the Clouds, Part 1: The Flying Locked Room                                           | 雲の中の死,(その1)空飛ぶ密室                        | Kumo no Naka no Shi (sono ichi) Sora Tobu Misshitsu                 | 24 avril 2005         |
| 37 | Death in the Clouds, Part 2: Madame Giselle of Paris                                          | 雲の中の死,(その2)パリのマダムジゼル                | Kumo no Naka no Shi (sono ni) Pari no Madamu Jizeru                 | 1er mai 2005          |
| 38 | Death in the Clouds, Part 3: The Threat to Lady Horbury                                       | 雲の中の死,(その3)ホーバリ夫人への脅迫              | Kumo no Naka no Shi (sono san) Hōbari-fujin e no Kyōhaku            | 8 mai 2005            |
| 39 | Death in the Clouds, Part 4: The Heir to the Vast Inheritance                                 | 雲の中の死,(その4)莫大な遺産の相続人                | Kumo no Naka no Shi (sono yon) Bakudai na Isan no Sōzokunin         | 15 mai 2005           |
| Adaptés du roman La Mort dans les nuages (Death in the Clouds) (1935)                                        |                                                                                               |                                                     |                                                                     |                       |